# فكتور ميتيف
فكتور ميتيف هو لاعب كرة قدم بلغاري في مركز الوسط، ولد في 30 نوفمبر 1992 في بلغاريا. لعب مع نادي تشيرنو مور فارنا ونادي سبارتاك فارنا.

## وصلات خارجية
- فكتور ميتيف على موقع قاعدة بيانات كرة القدم.إي يو (الإنجليزية)
- فكتور ميتيف على موقع Soccerway.com (الإنجليزية)